# Никола Даскалов (кмет)
Вижте пояснителната страница за други личности с името Никола Даскалов.
Никола Георгиев Даскалов е български политик, кмет на София през 1881 и 1887 – 1888 година.

## Биография
Роден в 1834 година в Самоков в семейството на свещеник. Баща му, отец Георги, е един от предводителите на борбата срещу гръцкото духовенство в Самоков. Свещеникът е съсечен от черкези по заповед на гръцкия владика Матей.
Никола учи в Самоков и Рилския манастир, а след това в Търново от 1851 до 1856 година при Никола Михайловски. Взема участие във въстанието на Капитан Дядо Никола през 1856 година. На следващата 1857 година Търновската община го изпраща заедно с други младежи до Българското настоятелство в Одеса, за да учи в Херсонската духовна семинария. Завършва я през 1860 г. Написва книгата „О проникванье новобългарския писменост. Расуждение Юр. Венелина, 1835, побългарено Н. Даскалови, самоковцем“, Цариград, 1860. Влиза в контакт с Георги Раковски.
Продължава образованието си в Киевското духовно училище, в което съученици са му Тодор Бурмов, Марин Дринов и Никола Евстатиев. Между 1860 и 1871 г. е последователно преводач, временно управляващ и секретар на руското консулство във Варна. От 1872 до 1877 г. е руски консул в Тулча. Заедно с Иван Кършовски синхронизира честването на празника на Кирил и Методий в Хаджиоглу Пазарджик (Добрич) през 1860 г. Спомага изпращането на младежи в четата на Панайот Хитов. През 1870 г. заедно с други съмишленици основава Българското търговско дружество.
През 1877 г. е руски вицеконсул във Варна. В Плоещ набира български емигранти за сформиране на Българското опълчение и като руски консул присъства на връчването на Самарското знаме.
По време на Руско-турската война е вицегубернатор на Русе (20 февруари-11 май 1878) и на Тулча (11 май-декември 1878). От 18 май 1879 е председател на Губернския административен съд във Варна. От август същата година е губернатор на София. Назначен е от княз Дондуков-Корсаков за депутат в Учредителното събрание през 1879 година, където се включва в Консервативната партия. След това е народен представител в I ВНС, II ВНС, I ОНС, II ОНС, V ОНС.
На 15 февруари 1881 година е назначен за кмет на София и остава на този пост до 30 септември. След преврата от 27 април на проведените сред мащабни насилия избори за II ВНС е избран за депутат едновременно от четири избирателни района – от София, Варна, Самоков и Ески Джумая (Търговище) — прецедент в българската парламентарна история.. (По подобен начин, пак от 4 избирателни района, е и Марко Балабанов.).
Никола Даскалов е бил член на Държавния съвет в Режима на пълномощията (31 декември 1881 – 9 ноември 1883 г.).
Даскалов отново е кмет на София от 2 ноември 1887 до 31 август 1888 година. През този период започва застрояването на квартал „Ючбунар“, регулирани са някои градски улици и започва разширяването на днешните булеварди „Княгиня Мария-Луиза“ и „Витоша“.
Никола Даскалов умира през 1900 година в София.